# Palmar de Varela (ort)
Palmar de Varela är en ort i Colombia.   Den ligger i departementet Atlántico, i den norra delen av landet, 700 km norr om huvudstaden Bogotá. Palmar de Varela ligger 12 meter över havet och antalet invånare är 28 084. Den ligger vid sjön Ciénaga Santo Tomás.
Terrängen runt Palmar de Varela är platt, och sluttar österut. Runt Palmar de Varela är det ganska glesbefolkat, med 29 invånare per kvadratkilometer. Närmaste större samhälle är Soledad, 19,8 km norr om Palmar de Varela. Omgivningarna runt Palmar de Varela är huvudsakligen savann.